# Desmiphora rufocristata
Desmiphora rufocristata là một loài bọ cánh cứng trong họ Cerambycidae.